# Chironominae
Chironominae (лат.) — подсемейство двукрылых семейства комаров-звонцов.

## Описание
Комары как правило жёлто-зелёной, коричневой или чёрной окраски. Усики обычно состоят из 11 или 13 члеников. Крылья могут быть пятнистыми. У представителей родов Corynocera и Parapsectra крылья укорочены. Личинки от 3 до 30 мм обычно желтоватой или зеленоватой окраски. Виды, развивающиеся в илистом субстрате, имеют красную окраску, что связано с присутствием в гемолимфе гемоглобина.

## Экология
Развиваются как правило в пресноводных стоячих водоёмах. Могут сооружать домики, иногда делают ходы в илу, стеблях водных растений и упавших в воду стволах деревьев. Могут населять также наземные и полуназемные местообитания. Виды рода Pontomyia живут в море на глубинах до 30 м.

## Классификация
В мировой фауне на 2017 год насчитывалось 2802 вида, в следующих родах и трибах:

### Триба Chironomini
- Acalcarella Shilova, 1955
- Anuncotendipes Cranston, 1999
- Apedilum Townes, 1945
- Asheum Sublette, Sublette, 1983
- Axarus Roback, 1980
- Baeotendipes Kieffer, 1913
- Beardius Reiss et Sublette, 1985
- Beckidia Sæther, 1979
- Benthalia Lipina, 1939
- Camptochironomus Kieffer, 1918
- Carbochironomus Reiss, Kirschbaum, 1990
- Chernovskiia Sæther, 1977
- Chironomus Meigen, 1803
- Cladopelma Kieffer, 1921
- Conochironomus Freeman, 1955
- Cryptochironomus Kieffer, 1918
- Cryptotendipes Lenz, 1941
- Cyphomella Sæther, 1977
- Demeijerea Kruseman, 1933
- Demicryptochironomus Lenz, 1941
- Dicrotendipes Kieffer, 1913
- Einfeldia Kieffer, 1924
- Endochironomus Kieffer, 1918
- Fissimentum Cranston, Nolte, 1996
- Gillotia Kieffer, 1921
- Glyptotendipes Kieffer, 1913
- Goeldichironomus Cummins, Coffman, 1978
- Graceus Goetghebuer, 1928
- Harnischia Kieffer, 1921
- Hyporhygma Reiss, 1982
- Imparipecten Freeman, 1961
- Kiefferulus Goetghebuer, 1922
- Kloosia Kruseman, 1933
- Lauterborniella Thienemann, Bause, 1913
- Lipiniella Shilova, 1961
- Microchironomus Kieffer, 1918
- Microtendipes Kieffer, 1915
- Nandeva Wiedenbrug, Reiss, Fittkau, 1998
- Nilothauma Kieffer, 1921
- Omisus Townes, 1945
- Ophryophorus Freeman, 1959
- Oukuriella Epler, 1986
- Pagastiella Brundin, 1949
- Paraborniella Freeman, 1961
- Parachironomus Lenz, 1921
- Paracladopelma Harnisch, 1923
- Paralauterborniella Lenz, 1941 1
- Paratendipes Kieffer, 1911
- Parvitergum Freeman, 1961
- Paucispinigera Freeman, 1959
- Phaenopsectra Kieffer, 1921
- Polypedilum Kieffer, 1912
- Pontomyia Edwards, 1926
- Robackia Sæther, 1977
- Saetheria Jackson, 1977
- Sergentia Kieffer, 1922
- Skusella Freeman, 1961
- Skutzia Reiss, 1985
- Stelechomyia Reiss, 1982
- Stenochironomus Kieffer, 1919
- Stictochironomus Kieffer, 1919
- Synendotendipes Grodhaus, 1987
- Tribelos Townes, 1945
- Wirthiella Sublette, 1960
- Xenochironomus Kieffer, 1921
- Xestochironomus Borkent, 1984
- Xylochironomus Cranston, 2006
- Yama Sublette, Martin, 1980
- Zavreliella Kieffer, 1920

### Триба Tanytarsini
- Afrozavrelia Harrison, 2004
- Cladotanytarsus Kieffer, 1921
- Constempellina Brundin, 1947
- Corynocera Zetterstedt, 1838
- Micropsectra Kieffer, 1909
- Neozavrelia Goetghebuer, 1941
- Parapsectra Reiss, 1969
- Paratanytarsus Thienemann, Bause, 1913
- Rheotanytarsus Thienemann, Bause, 1913
- Stempellina Thienemann, Bause, 1913
- Stempellinella Brundin, 1947
- Sublettea Pinder, Reiss 1983
- Tanytarsus van der Wulp, 1874
- Thienemanniola Kieffer, 1921
- Virgatanytarsus Pinder, 1982
- Zavrelia Kieffer, 1913

### Триба Рseudochironomini
- Aedokritus Roback, 1958
- Manoa Fittkau, 1963
- Megacentron Freeman, 1961
- Pseudochironomus Malloch, 1915
- Riethia Kieffer, 1917

## Палеонтология
Древнейший ископаемый представитель (Palaeocentron krzeminskii) подсемейства найден в бирманского янтаре (99.6 — 93.5 млн лет).

## Распространение
Представители подсемейства встречаются во всех зоогеографических областях, невключая Антарктическую.